# Sedlo pod Čiernym kameňom
Sedlo pod Čiernym kameňom (1266 m n. m.) je sedlo mezi vrchem Minčolem na severovýchodě a vrchem Čiernym kameňom na jihozápadě v centrální části pohoří Velká Fatra na Slovensku.
Jižní svahy klesají do údolí Pilná, které odbočuje z Revúcké doliny, severozápadně do Ľubochnianské doliny 
Celá oblast sedla a celý hřeben jsou travnaté od sedla až na vrchol Minčolu, vyskytují se zde pastevecké salaše. Díky tomu je odtud panoramatický výhled.

## Přístup
- Po  zelené turistické značené trase č. 5600 z Chaty pod Borišovom
- Po  zelené turistické značené trase č. 5600 z Rakytova
- Po  červené turistické značené trase č. 0858 ze Stredné Revúce
- Po  červené turistické značené trase č. 0858 z Ľubochnianské doliny
- Po  naučné stezce Čierny kameň

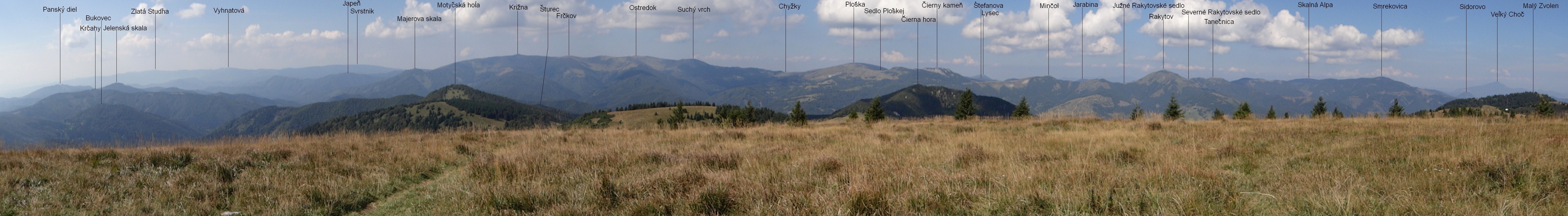